# Ptiloglossa thoracica
Ptiloglossa thoracica är en biart som först beskrevs av Fox 1895.  Ptiloglossa thoracica ingår i släktet Ptiloglossa och familjen korttungebin. Inga underarter finns listade i Catalogue of Life.